# Наумов Павло Семенович
Павло Семенович Нау́мов (псевдонім Заступець; нар. 30 грудня 1884, Козацьке — пом. 1 лютого 1942, Ленінград) — український радянський художник і педагог; член і експонент об'єднань «Община художників» (1921—1922, 1925), «Товариство художників» (1922), «Шістнадцять» (1922, 1924, 1927). Чоловік художниці Віри Наумової-Царевської.

## Біографія
Народився 18 [30] грудня 1884 року в селі Козацькому (тепер Ніжинський район Чернігівської області, Україна) в сім'ї відставного унтер-офіцера. Протягом 1897–1899 років навчався в майстерні М. Ф. Буда в Ніжині; протягом 1899–1900 років — в приватній Київській художній школі Миколи Мурашка; протягом 1901–1904 років — в Київському художньому училищі. 1904 року поступив вільним слухачем в Вище художнє училище при Імператорській Академії мистецтв у Санкт-Петербурзі і, закінчивши його в 1911 році по майстерні Дмитра Кардовского, отримав звання художника за картину «Ревека і Єлизар».
Впродовж 1905–1906 років жив у Києві, де викладав у приватній студії Сергія Світославського; для журналу «Шершень» створював сатиричні малюнки та ілюстрації до збірки «Кобзар» Тараса Шевченка (1906, підписував псевдонімом). У 1907–1911 роках під час щорічного перебування у Києві співпрацював із газетою «Кіевская мысль» (друкував в її ілюстрованих додатках графічні малюнки).
Під час першої світової війни працював санітаром у шпиталі. У 1911–1916 роках працював викладачем Школи Товариства заохочування мистецтв.
Впродовж 1921—1932 та 1934—1942 років — професор Всеросійської академії мистецтв у Ленінграді. У 1932 році був репресований та висланий з родиною на два роки в Уральську область РРФСР. У 1930-х роках брав участь у реорганізації художньої освіти в Українській РСР.

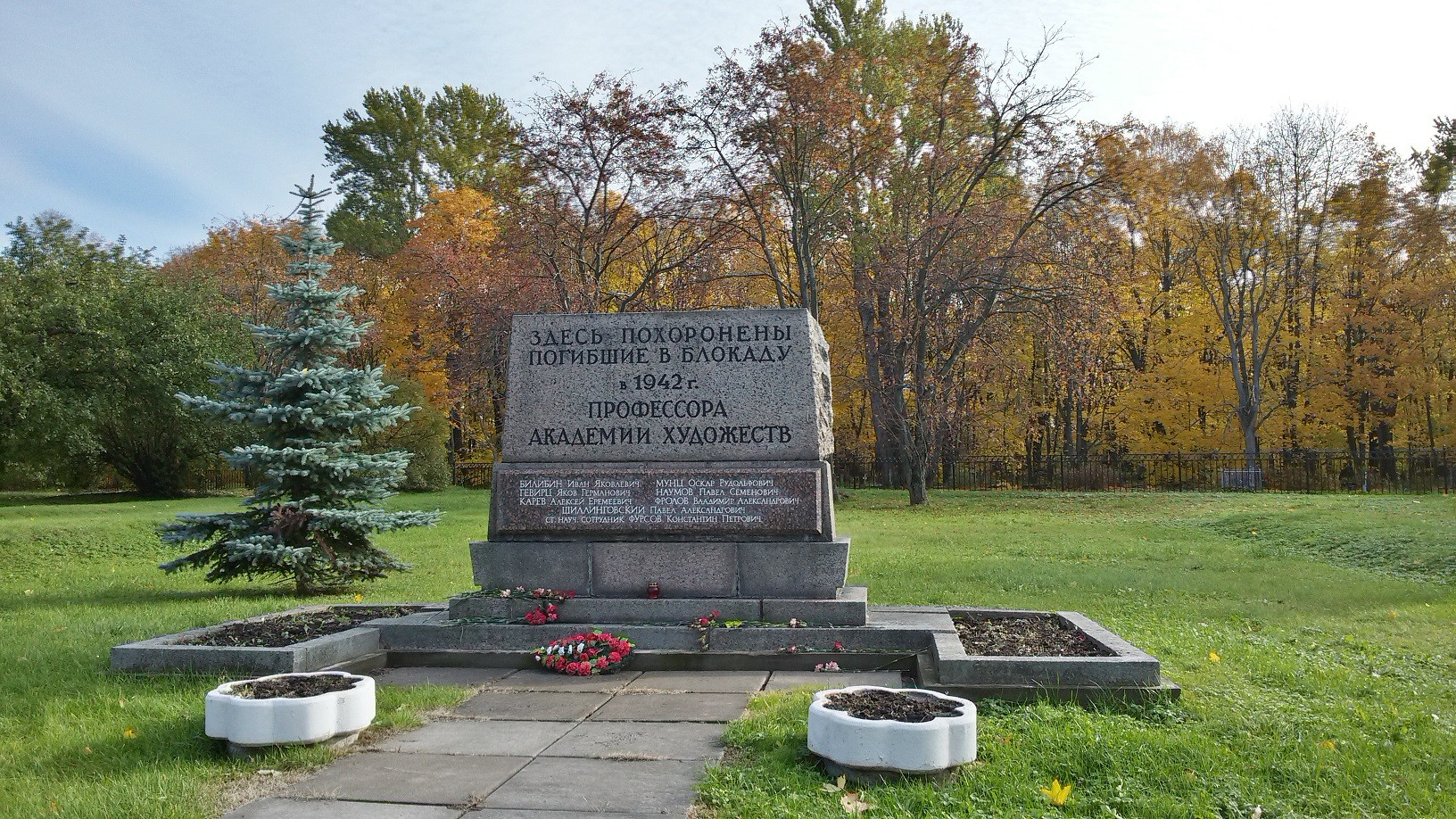
Братська могила.

Помер 1 лютого 1942 року під час блокади Ленінграда. Похований у Санкт-Петербурзі у братській могилі професорів Академії мистецтв на Смоленському цвинтарі острова Декабристів.

## Творчість
Працювава у галузі станкового живопису (писав натюрморти, пейзажі, картини на міфологічні та біблійні сюжети), графіки та театрально-декораційного мистецтва. Серед робіт:
карикатури в журналі «Шершень»
- «Узявшись за плуг, назадне оглядайся!» (1906, папір, олівець);
- «Ми в раю пекло розвели…» (1906);

графіка
- портрет Сергія Єсеніна у військовій формі санітара (1916, кольорові олівці);

живопис
- «Зустріч» (1913, картон, олія, олівець);
- «Зжате жито» (1929);
- «Демонстрація» (1930);
- «Канів. Тарасова могила» (1935).

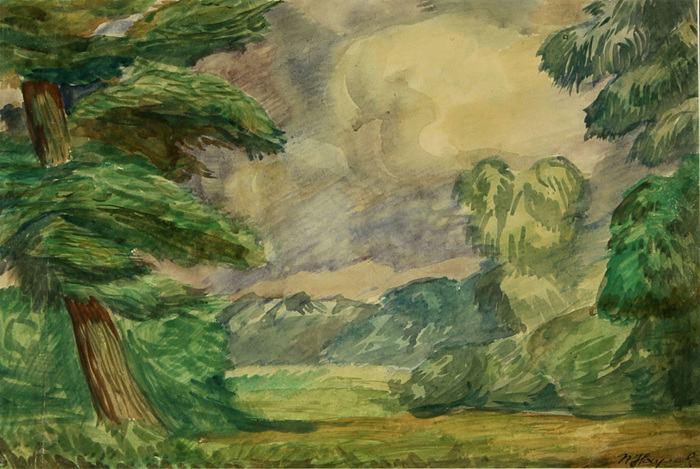
Лісовий пейзаж, 1899
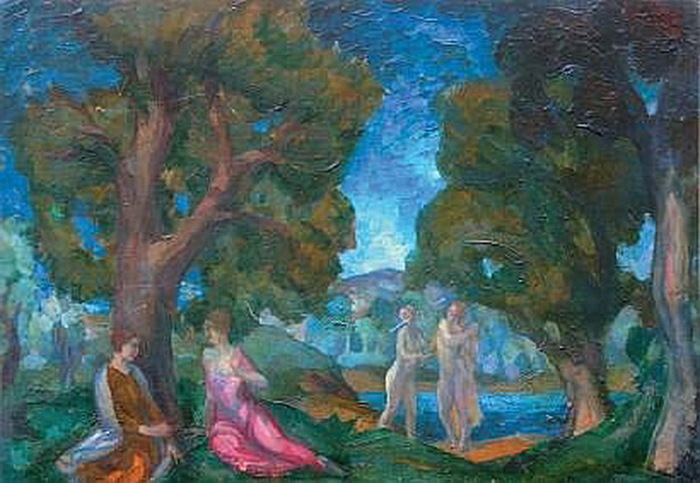
Пейзаж з купальницями, 1908
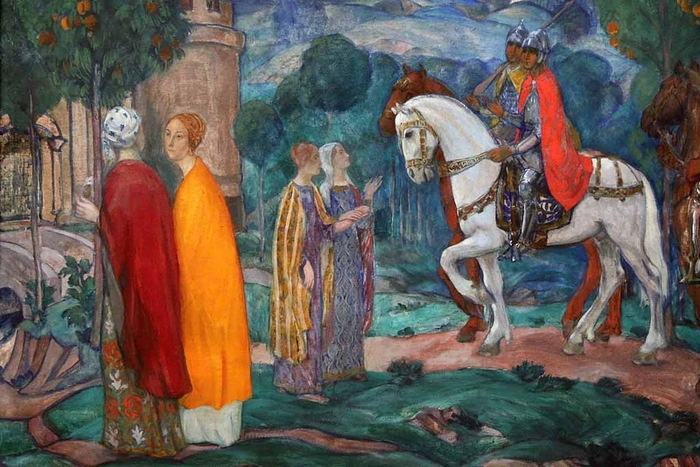
Зустріч, 1913
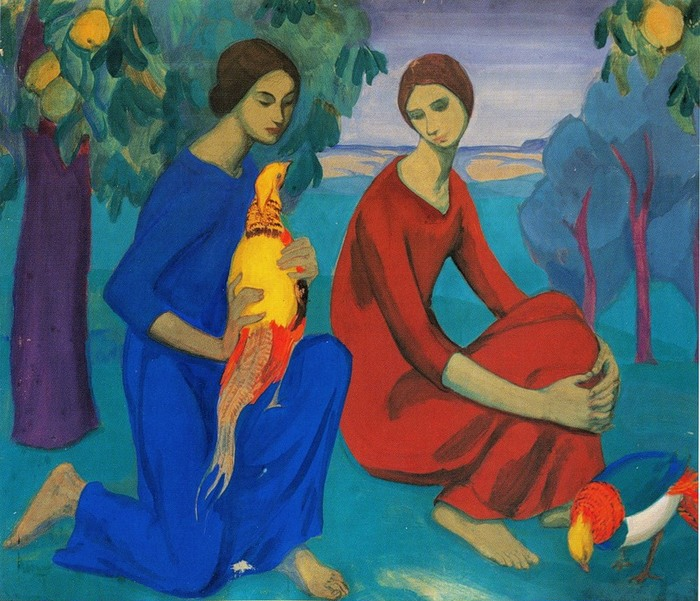
Дівчата з фазанами, 1914

Роботи зберігаються переважно у музеях Росії та приватних збірках.